# توماس كيلي (كاتب)
توماس كيلي (بالإنجليزية: Thomas Kelly)‏ (و. 1769 – 1854 م) هو كاتب أيرلندي، ولد في مقاطعة ليش، توفي في دبلن، عن عمر يناهز 85 عاماً.